# Przez łzy do szczęścia
Przez łzy do szczęścia – polski film z 1939 roku w reżyserii Jana Fethke. 

## Obsada[2]
- Irena Malkiewicz-Domańska - Lena Merwińska, aktorka,
- Mieczysława Ćwiklińska - Żaneta, sekretarka Leny,
- Tamara Wiszniewska - panna Lusia Kulewińska,
- Maria Buchwald - Weronika, kucharka w sierocińcu, ukochana Feliksa,
- Maria Żabczyńska - Zofia, kierowniczka sierocińca,
- Franciszek Brodniewicz - Jan Mankiewicz, założyciel sierocińca,
- Helena Sulima - matka Lusi,
- Józef Orwid - Piotr Ciaputkiewicz, redaktor,
- Stanisław Grolicki - profesor Tomczyński, pediatra,
- Jerzy Kobusz - referent Kwapiszewski,
- Stanisław Sielański - Feliks, szofer Leny,
- Henryk Małkowski - aptekarz Ciołek,
- Aleksander Bogusiński - doktor Rudzki,
- Zygmunt Chmielewski - impresario Leny,
- Leopold Morozowicz - gość na przyjęciu,
- Marysia Zarębińska - Wisia, dziewczynka z sierocińca,
- Iwonka de Pétry - dziewczynka z sierocińca,
- Lidia Skrzypkówna - Haneczka, dziewczynka z sierocińca,
- Helena Zarembina - kobieta w lesie,
- Edmund Biernacki - dziennikarz w garderobie Leny,
- Mieczysław Winkler - Antoni, dozorca w sierocińcu,
- Artur Kwiatkowski - Thompson, agent teatralny z Ameryki.